# Sean-nós dance
Sean-nós dance is de zogenaamde "oude stijl" van de traditionele Ierse solodans. De dans is sterk verwant aan de informele vorm van stepdancing, maar veel minder aan de formele, op competitie gerichte vorm hiervan. Een bekend voorbeeld is de "broom dance" (bezemdans).

## Sean-nós dance: stijl en vorm
Sean-nós dance wordt gekenmerkt door zijn voetenwerk "laag bij de grond", vrije bewegingen van de armen en de nadruk op de "battering step" (tappen). Deze pas krijgt nog meer nadruk door de geaccentueerde beat van de muziek. Naar zijn aard volgt de dans de muziek sterk.
Vaak wordt een Sean-nós dance gedaan door slechts één persoon. Maar zelfs als gedanst wordt door koppels of kleine groepen is er geen fysiek contact. Aangezien Sean-nós dance door improvisaties wordt gekenmerkt, is het niet noodzakelijk een vooraf vastgelegde routine te dansen. Spontane intermezzo's zijn dan ook normaal. Het is daarom ook ongebruikelijk om groepen synchroon een Sean-nós dance te zien uitvoeren, aangezien dit een vooraf afgesproken choreografie vereist. In plaats daarvan danst men vaak om beurten.

## Verschillen tussen Sean-nós dance en Ierse stepdance
Sean-nós dance lijkt sterk op de formele, competitieve Ierse stepdance, maar is vrijer in zijn uitingen. Stepdancing is herkenbaar aan de gestileerde traditionele danskleding (en vaak ook haardracht), de armen die stijf langs het lichaam worden gehouden en de vrolijke gezichten. Sean-nós dance daarentegen staat elke kledingsoort toe en men kan de armen bewegen op het ritme van de muziek, waarbij zwaaiende bewegingen vaak voorkomen.
Ierse stepdance kan gedanst worden met zowel een zachte als een harde schoen, afhankelijk van het type dans. Sean-nós dancing wordt uitsluitend gedaan met een harde schoen vanwege de "battering step". Het geluid van het voetenwerk van een sean-nós danser is door zijn aard zelf al ritmisch. Muzikale begeleiding, publiek of een danspartner zijn ook niet direct noodzakelijk.